# MBB Bo 105

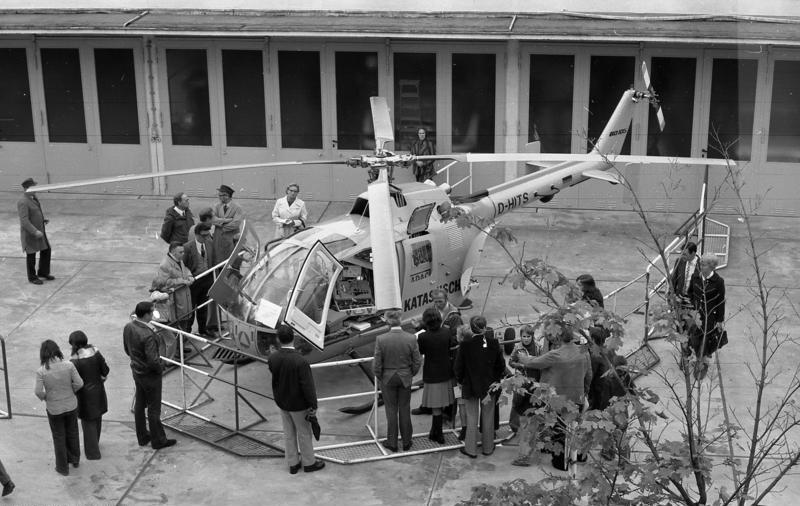
Esposizione di un Bo-105 con immatricolazione civile nel settembre 1974 della Katastrophenschutz, la protezione civile tedesca

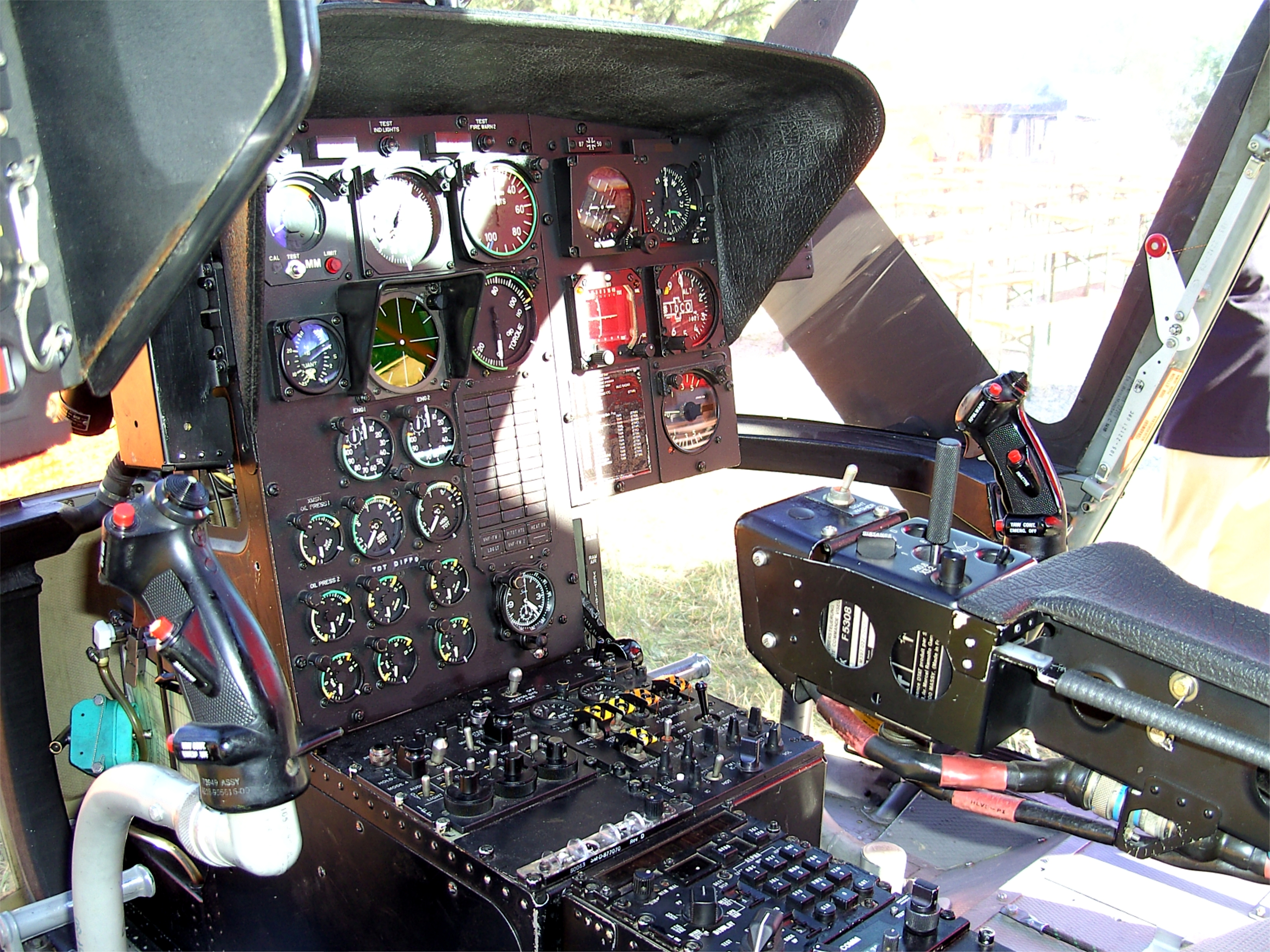
Cockpit di un PAH BO 105 P-1A1 dell'esercito tedesco

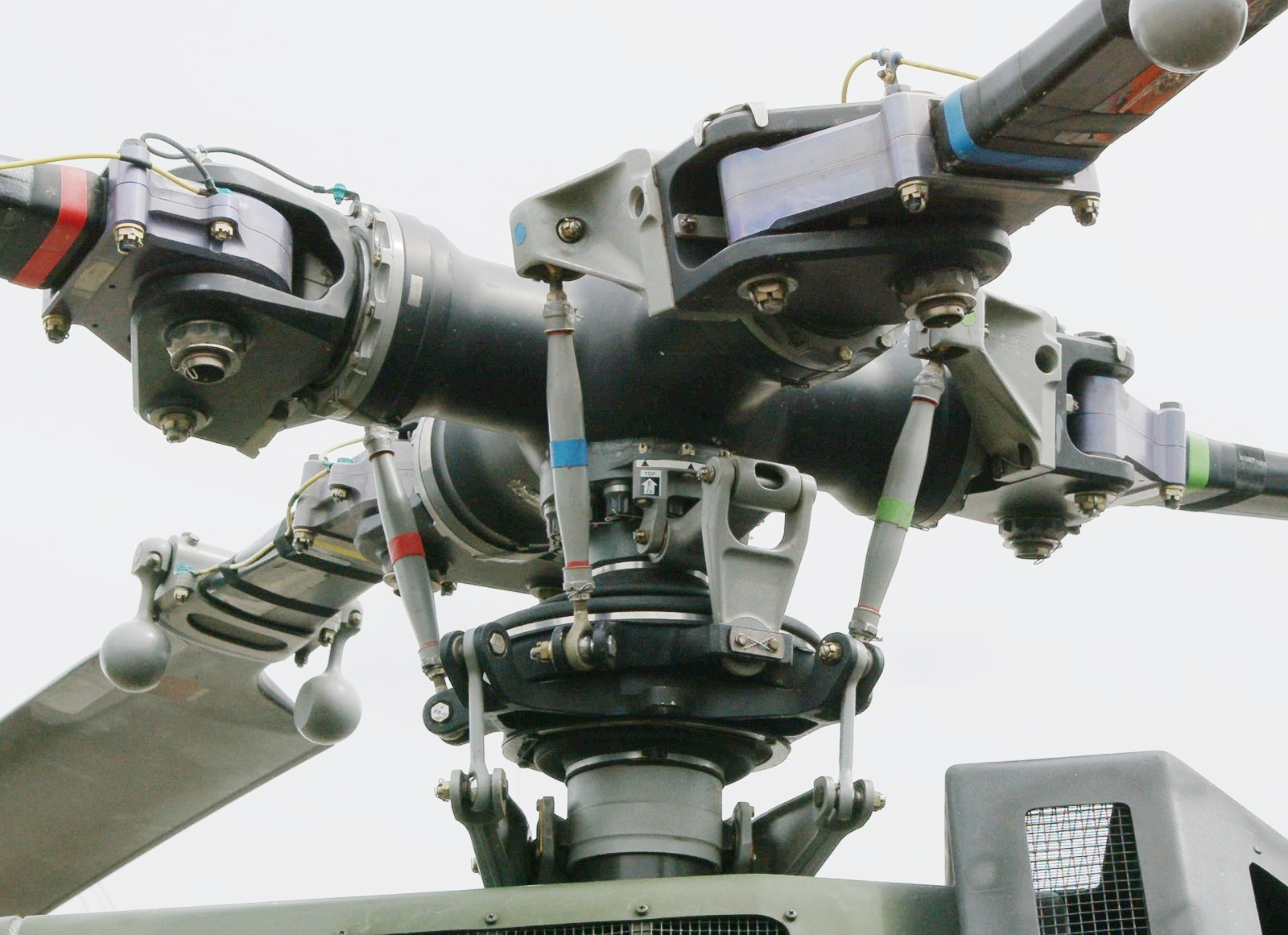
Il rotore rigido caratteristico del Bo 105

L'MBB Bo 105 è un elicottero leggero utility biturbina con rotore a quattro pale, progettato dall'azienda tedesca Bölkow con sede a Stoccarda e avviato in produzione dalla Messerschmitt-Bölkow-Blohm (MBB) alla fine degli anni sessanta. La MBB è in seguito confluita nella Eurocopter nel 1991, che ha continuato a produrre il Bo 105 fino al 2001, anno in cui è stato sostituito in produzione dall'Eurocopter EC 135.
Essendo stato il primo elicottero leggero civile ad avere due motori, il Bo 105 trovò un vasto impiego come eliambulanza, con le forze di polizia e per l'impiego offshore.

## Sviluppo
Il Bo 105A effettuò il suo primo volo il 16 febbraio 1967 a Ottobrunn in Germania con il pilota collaudatore della Messerschmitt-Bölkow-Blohm Wilfried von Engelhardt ai comandi. L'ente per l'aviazione civile tedesco certificò l'elicottero il 13 dicembre 1970 e la produzione per uso civile o per le agenzie governative iniziò subito dopo. La FAA concesse il suo certificato di navigabilità nell'aprile 1972 cui seguirono ordini per il mercato americano.
Nel 1972 venne sviluppata una variante Bo 105C e il ministero della difesa tedesco la selezionò per il suo programma per un elicottero leggero utility ("Light Utility Helicopter" in inglese), ordinandone 100 nel 1977. Nello stesso tempo, l'esercito tedesco ordinò una versione anticarro armata con missili Euromissile HOT e denominata Bo 105 PAH-1. Le consegne di questa versione furono in tutto 212.
Nel 1976 fu realizzata una versione con motori Allison 250-C20B più potenti che venne designata Bo 105CB. Il modello venne ulteriormente modificato in Bo 105CBS allargando la fusoliera di alcuni centimetri per venire incontro alle richieste del mercato americano di eliambulanze. Questa versione venne presentata come Bo 105 Twin Jet negli Stati Uniti.
Nel 1984, venne realizzata la versione Bo 105LS caratterizzata da una fusoliera ulteriormente allungata rispetto alla Bo 105BS e da motori Allison 250-C28C potenziati, in grado di consentire un aumento del peso massimo al decollo.
La produzione terminò nel 2001, dopo un totale complessivo di 1 406 esemplari, essendo il modello stato superato dal più moderno Eurocopter EC 135.

## Tecnica

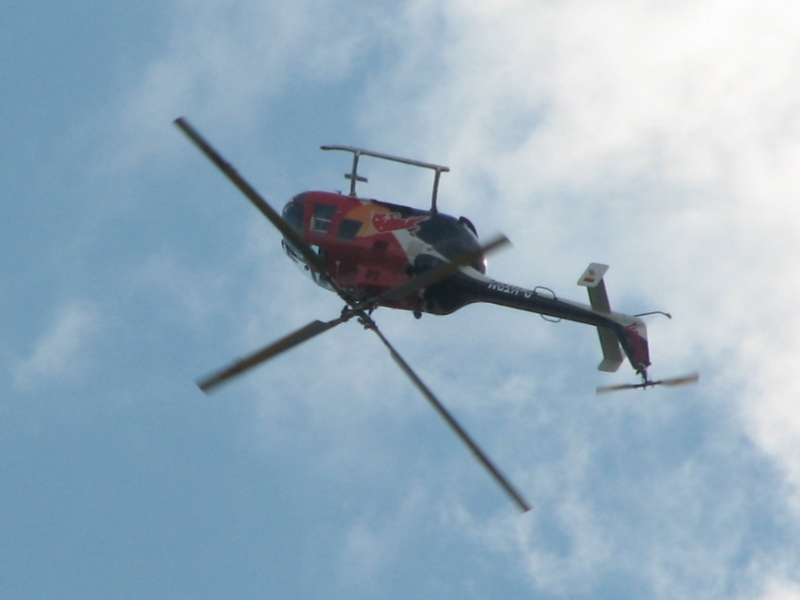
Bo 105 della Red Bull in volo rovescio durante una esibizione acrobatica

Il Bo 105 era caratterizzato per essere stato il primo al mondo con un rotore rigido "hingless" a quattro pale realizzate in materiale composito. Questa configurazione consente una elevata manovrabilità evidenziata da un Bo 105CBS utilizzato per scopi promozionali dalla Red Bull negli Stati Uniti che nelle esibizioni è in grado di effettuare looping, tonneau, virate Immelmann e altre manovre normalmente considerate prerogativa solo dagli aerei acrobatici..
Tutti i sistemi principali (impianto idraulico, elettrico, carburante e lubrificazione) sono stati progettati ridondanti.

## Varianti

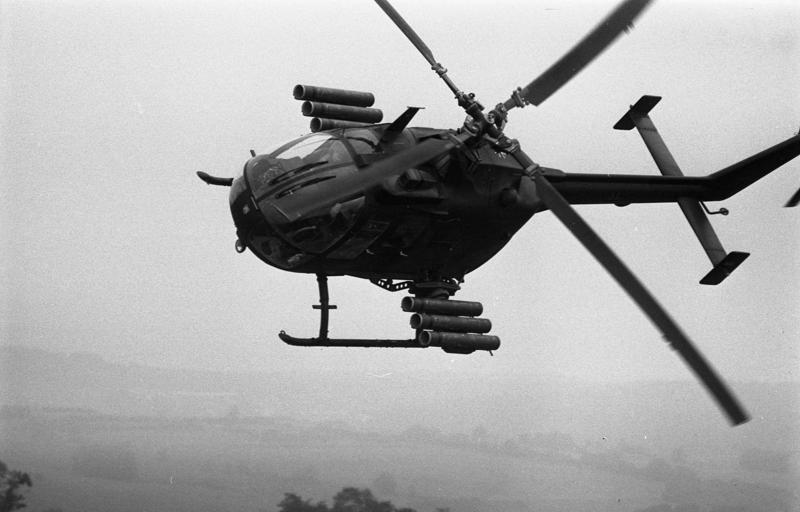
Bo 105 dell'esercito tedesco nel 1986.

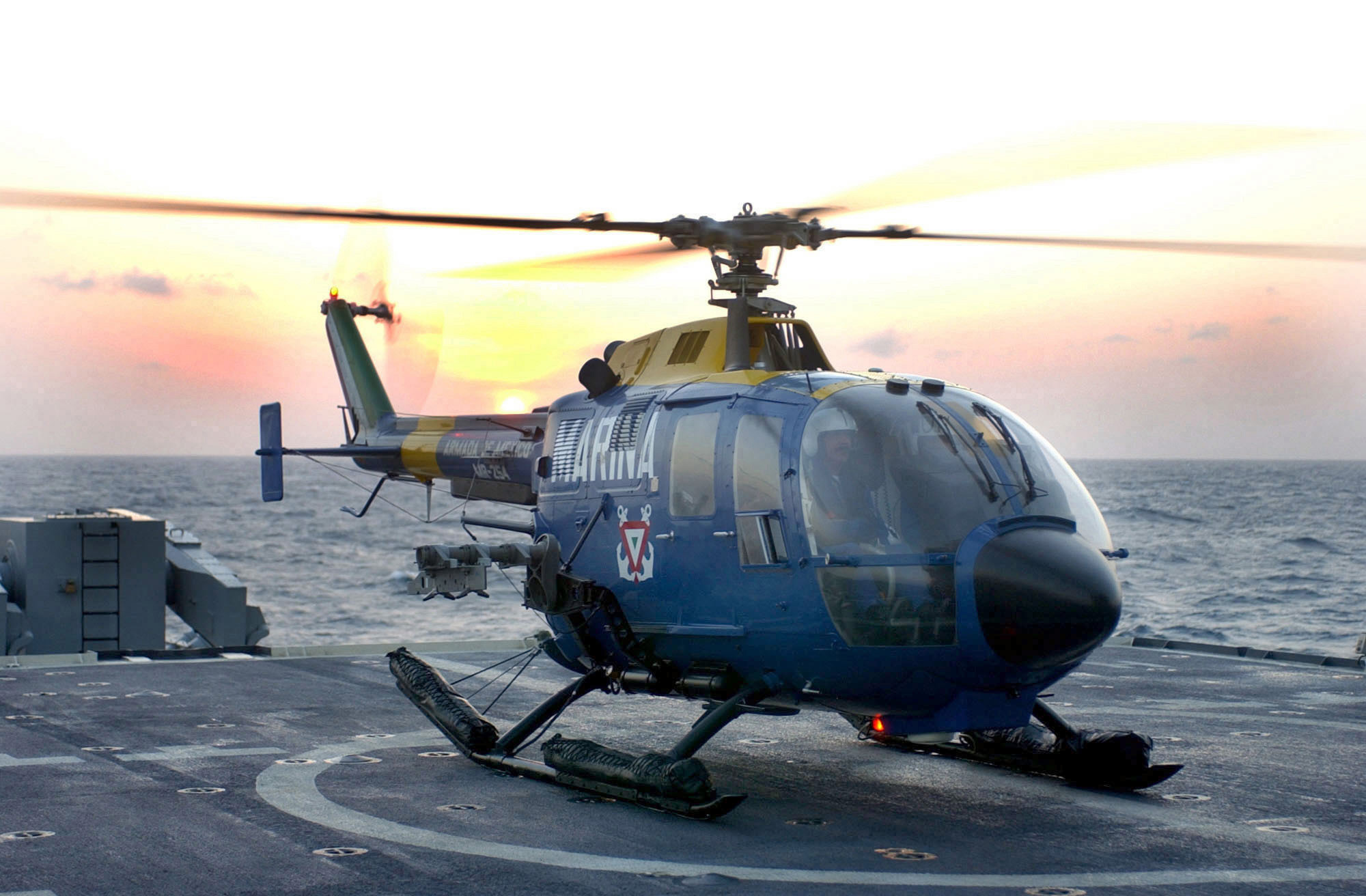
Bo 105CB della Marina messicana

Le varianti impiegate dall'esercito tedesco sono la Bo 105P e la Bo 105M.
- Bo 105A: primo modello di produzione principalmente orientato al mondo civile e equipaggiato con due turbine Allison 250-C18.
- Bo 105C: versione iniziale. Sviluppata nel 1972 e equipaggiata con due Allison 250-C20.
- Bo 105CB: elicottero leggero da osservazione, utility e trasporto. Sviluppato nel 1976 ed equipaggiato con due Allison 250-C20B.
- Bo 105CBS: versione da trasporto e utility con fusoliera allungata di 3 centimetri per impiego come soccorso aereo.
- Bo 105CBS-5: versione da ricerca e salvataggio del Bo 105CBS.
- Bo 105D: versione certificata nel Regno Unito per l'impiego offshore.
- Bo 105LS A1: sviluppata nel 1984 con fusoliera allungata e due Allison 250-C28C turbine engines.
- Bo 105LS A3: sviluppata nel 1986 con il peso massimo al decollo incrementato a 2 600 kg.
- Bo 105LS A3 "Superlifter": sviluppata nel 1995 con un carico utile di missione aumentato a 2 850 kg.
- Bo 105P/PAH-1: la designazione "PAH-1" e la successiva "PAH-1A1" (dal tedesco PAH = Panzerabwehrhubschrauber; elicottero da difesa controcarro'), identificano l'allestimento per la lotta anticarro armata con missili filoguidati HOT ATGM (HOT2 per la versione potenziata A1). La maggior parte di questi elicotteri verrà rimpiazzata dal nuovo elicottero d'attacco Eurocopter Tiger, altri rimarranno in servizio fino alla fine della vita utile. I PAH ritirati dal servizio verranno disarmati e riconfigurati alla versione VBH.
- Bo 105P/PAH-1A1: versione anticarro aggiornata per l'esercito tedesco, armata con sei lanciatori per missili HOT.
- Bo 105P/PAH-1 Phase 2: versione da attacco notturno. Proposta all'esercito tedesco.
- Bo 105P/BSH: versione per scorta armata dotata di missili aria aria Stinger. Proposta all'esercito tedesco.
- Bo 105M: dal tedesco "VBH" (Verbindungshubschrauber; "elicottero da collegamento"), è una versione da trasporto leggero e da osservazione. Verrà sostituita dai PAH1 disarmati e modificati.
- Bo 105/Ophelia: versione per prove di valutazione dotata di un sistema di puntamento installato sulla testa del rotore principale.
- Bo 105ATH: versione anticarro per l'Ejército de Tierra spagnolo.
- Bo 105GSH: versione armata da ricognizione per l'esercito spagnolo.
- Bo 105LOH: versione da osservazione per l'Esercito spagnolo.
- Bo 105MSS: versione per impiego marittimo, dotata di un radar di ricerca.
- NBO-105: prodotto dalla Indonesian Aerospace (IPTN) su licenza MBB dal 1976, con solo i rotori e la trasmissione forniti dalla Germania; in origine denominata NBO-105 CB, ma poi allungata e chiamata NBO-105 CBS a partire dal 101º esemplare prodotto.
- NBO-105S: versione allungata (dall'inglese "Stretched").
- BO 105 Executaire: versione prodotta dalla Boeing Vertol e dalla Carson Helicopters. Allungata di 24,5 cm e venduta su licenza come Executaire nel tentativo di accedere al mercato degli elicotteri leggeri negli Stati Uniti, ma le vendite non sono state soddisfacenti.[5][6]
- Bo 105E-4: 12 Bo-105P dell'esercito tedesco, aggiornati nell'avionica e per ottenere migliori prestazioni, revisionati completamente con un contratto da 10 milioni di euro e donati all'Albania con una prima consegna avvenuta nel 2006. È stata presa in considerazione un'altra conversione di BO-105 dell'esercito nell'ottica di future vendite.[7]
- EC-Super Five: versione ad alte prestazioni del Bo 105CBS.

## Utilizzatori

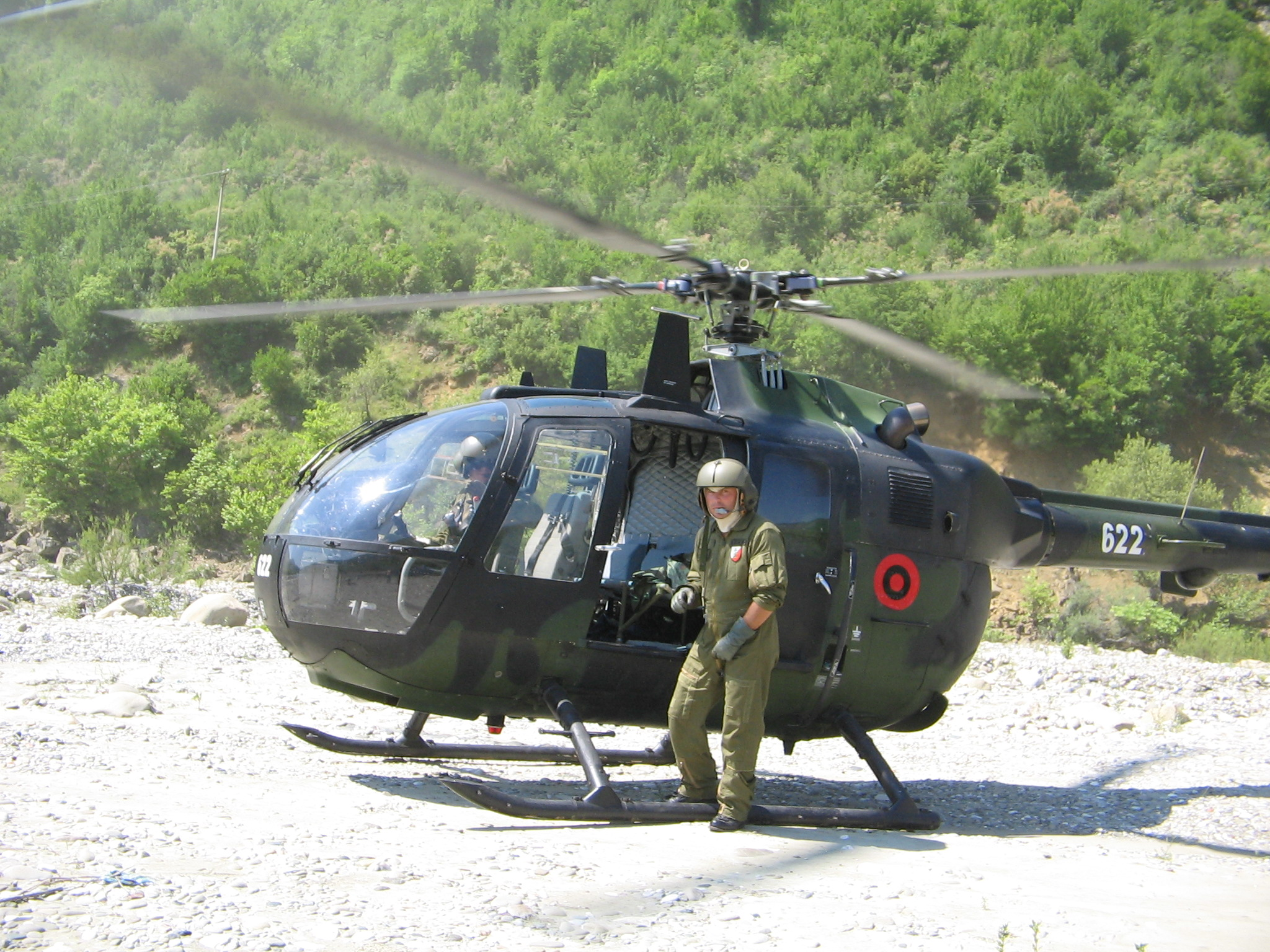
Il primo Bo 105E-4 entrato in servizio con la Forcat Ajrore Shqiptare albanese nel 2006

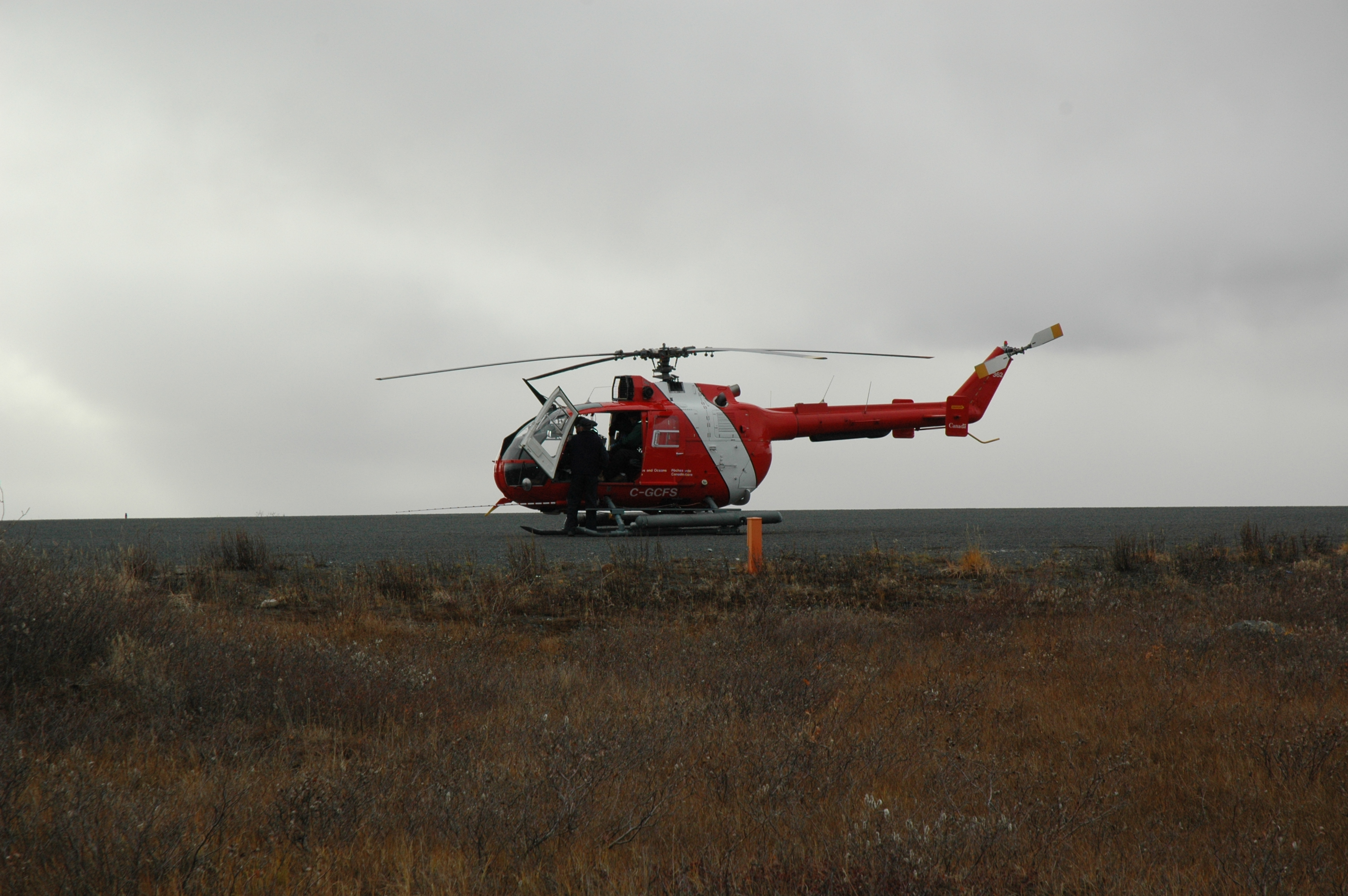
Bo 105 della Canadian Coast Guard

### Civili

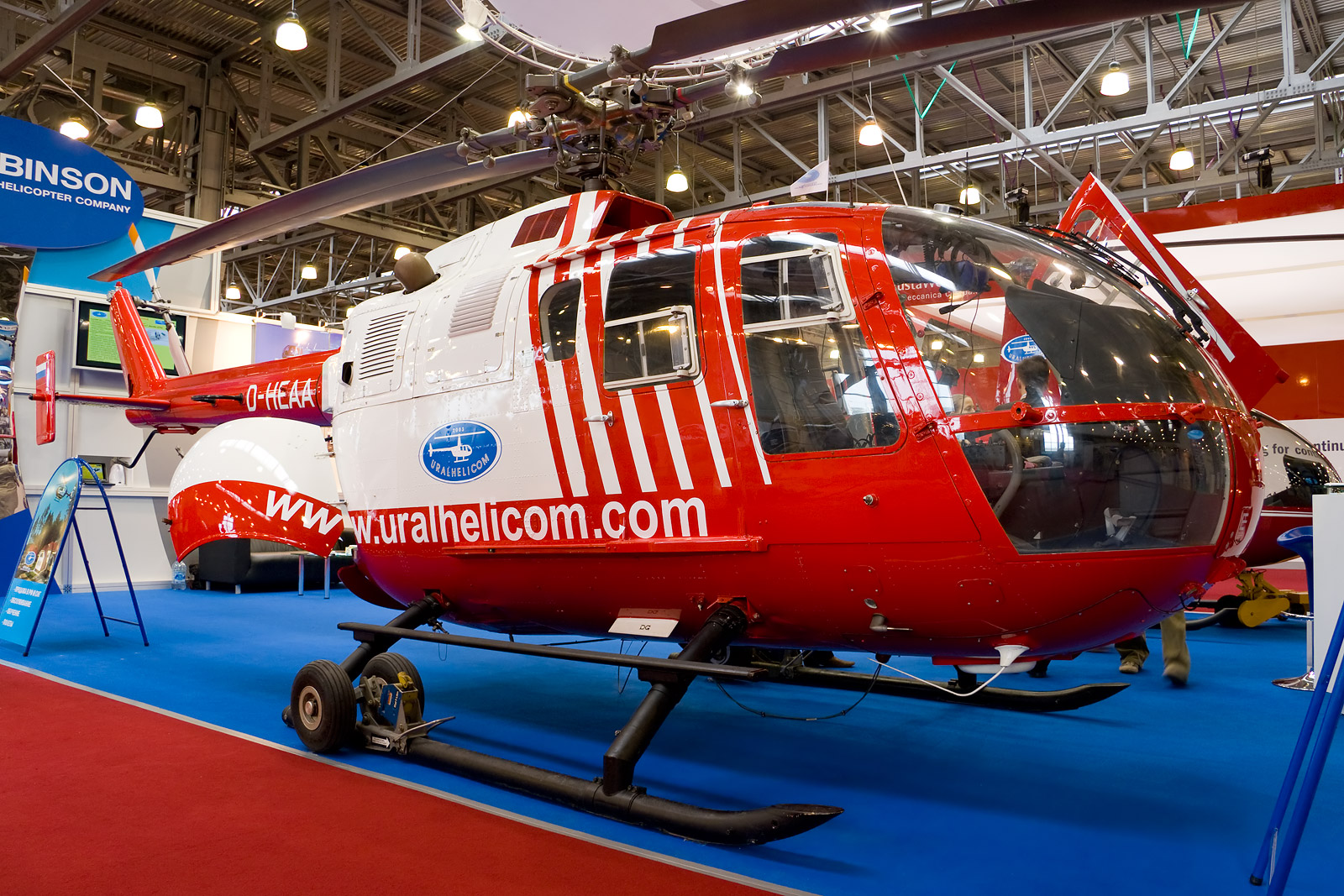
Bo-105 russo in esposizione alla mostra HeliRussia 2008

Austria
- Red Bull Aerobatics Team

 Cile
- DAP Helicópteros
- Aerocardal
- LASSA, Línea de Aeroservicios S.A.

 Grecia
- Olympic Aviation

 Indonesia
- Pelita Air Service

 Israele
- Lahak Aviation, su lahakaviation.com.
- Chimnir

 Iran
- TARA HELICOPTER

 Messico
- PEMEX (Petróleos Mexicanos)

3 esemplari.
 Filippine
 Russia
- Uralhelicom

 Sudafrica
- Netcare 911 Aeromedical Services

 Regno Unito
- Veritair (Cardiff)

 Stati Uniti
- Eagle III

### Governativi
Argentina
- Buenos Aires State Police
- Policía Federal Argentina (Polizia federale argentina)
- Government of Buenos Aires

 Rep. Ceca
- Polizia della Repubblica Ceca

 Germania
- Landespolizei
- Protezione civile (soccorso aereo)

impiegati dalla Bundespolizei (polizia federale tedesca)
 Grecia
- Polizia greca

 Indonesia
- Polizia indonesiana
- Dipartimento delle foreste indonesiano

 Giordania
- Jordanian Police

 Paesi Bassi
- Korps landelijke politiediensten

 Perù
- Policía Nacional del Perù

2 Bo 105LSA3 non volanti dal 2015 sono stati trasferiti a giugno 2020 alla Fuerza Aérea del Perú per valutarne un eventuale aggiornamento e immissione in servizio.
 Spagna
- Policia Nacional

12 Bo-105CB(S) in servizio dal 1985 al 2023.
- Guardia Civil

16 Bo 105 in servizio al maggio 2020.
- Servicio de Vigilancia Aduanera

2 Bo.105 in servizio all'agosto 2019.
 Sudafrica
- South African Police Service

 Stati Uniti
- Virginia State Police

### Militari
Albania
- Forcat Ajrore Shqiptare

 Bahrein
- Royal Bahraini Air Force

2 Bo 105C in servizio al settembre 2021.
 Bophuthatswana
 Brunei
- Tentera Udara Diraja Brunei

6 Bo 105CB in servizio dal 1981 al 4 febbraio 2022.
 Canada
- Canadian Coast Guard

 Cile
- Fuerza Aérea de Chile
- Armada de Chile

7 Bo 105CBS ricevuti nei primi anni novanta.
- Carabineros de Chile

 Colombia
- Armada de la República de Colombia

2 Bo 105CB acquistati nel 1983.
 Corea del Sud
 Emirati Arabi Uniti
 Filippine
- Hukbong Dagat ng Pilipinas

7 Bo.105C in servizio dal marzo 1975 al 2013.
- Hukbong Katihan ng Pilipinas

1 Bo.105 donato dalla tedesca Dornier Technologies e consegnato il 26 ottobre 2022. 4 esemplari in servizio a tutto il dicembre 2022.
- Tanod Baybayin ng Pilipinas

3 Bo-105C, entrati in servizio nel giugno 1999.
 Germania
- Deutsches Heer

 Giordania
 Honduras
- Fuerza Naval de Honduras

1 Bo 105CBS-4 ricevuto ad inizio 2020.
 Indonesia
- Tentara Nasional Indonesia Angkatan Laut

 Iraq
 Kenya
 Lesotho
 Messico
- Armada de México

 Niger
 Nigeria
 Paesi Bassi
 Papua Nuova Guinea
 Perù
- Fuerza Aérea del Perú

2 Bo 105LSA3 acquisiti nel 1989. Ulteriori 2 Bo 105LSA3 ex Policía Nacional non volanti dal 2015 sono stati ricevuti a giugno 2020 per valutarne un eventuale aggiornamento e immissione in servizio. Uno di questi due elicotteri è entrato in servizio a settembre 2021, portando a 3 il numero degli esemplari in organico.
 Sierra Leone
 Spagna
- Fuerzas Aeromóviles del Ejército de Tierra

 Sudan
 Svezia
 Trinidad e Tobago
 Uruguay
- Armada Nacional

6 in organico all'aprile 2018.

## Esemplari attualmente esistenti

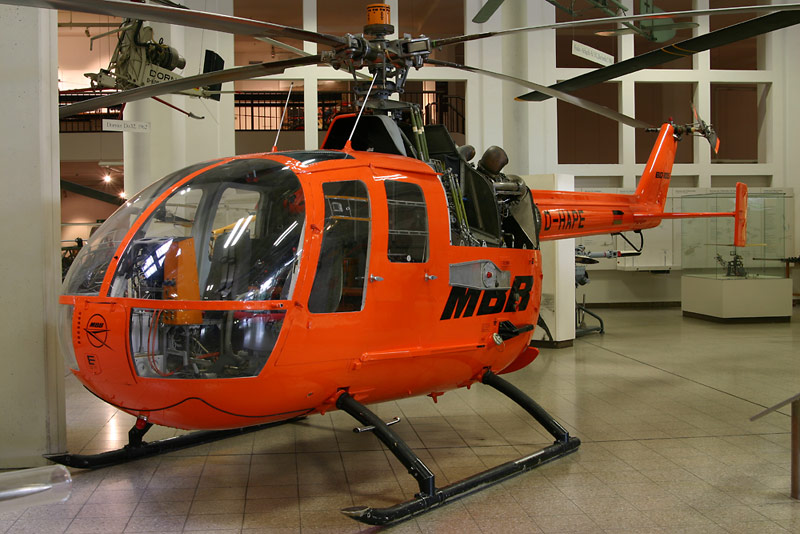
Il quarto prototipo del Bo 105 esposto al Deutsches Museum di Monaco di Baviera

Il modello è sufficientemente recente da non costituire ancora una curiosità storica museale ma in un caso un Bo 105 è esposto in un museo.
Si tratta del quarto esemplare costruito, uno dei primi prototipi, in esposizione presso il Deutsches Museum di Monaco di Baviera.